# Drzewołaz żółtopasy
Drzewołaz żółtopasy, drzewołaz żółtoczarny (Dendrobates leucomelas) – gatunek płaza bezogonowego z rodziny drzewołazowatych (Dendrobatidae).

## Morfologia
Brzuszek i grzbiet intensywnie czarny, całe ciało pokrywają symetrycznie rozłożone żółte kleksy. U młodych żab plam jest o wiele mniej. Jak każdy drzewołaz z rodzaju Dendrobates jest trująca, a jej gruczoły produkują alkaloidy działające na układ nerwowy.
Dorasta do 4,5 cm. Samce są mniejsze i smuklejsze niż samiczki.

## Występowanie
Występuje w północno-zachodniej Brazylii, wschodniej Kolumbii, południowej, środkowej i wschodniej Wenezueli oraz zachodniej i północnej Gujanie.

## Ekologia i zachowanie
Środowiskiem życia są tropikalne wilgotne lasy nizinne do wysokości 500 m n.p.m.
Drzewołaz żółtopasy jest aktywny w dzień. Jest bardzo ruchliwy. Jego pożywienie stanową małe owady.

## Długość życia
Żyje bardzo długo, bo zwykle około 13 lat.